# Deram Records
Deram Records fue una discográfica establecida en 1966 por Decca Records. Las grabaciones realizadas bajo este sello se distribuyeron en los EE. UU. a través de la filial estadounidense de Decca, llamada London Records. Deram estuvo activa hasta 1979, fecha de la venta de Decca y actualmente continúa funcionando como un sello de reediciones.

## Historia

### 1966-1968
Decca concibió inicialmente a Deram Records con el propósito de promover las grabaciones de Pop y Rock realizadas bajo el sistema 'Deramic Sound System', aunque no todas las primeras grabaciones en Deram utilizaran esta técnica. El nuevo concepto de grabación permitió más espacio entre los instrumentos, haciendo que estos sonidos fuesen más suaves para el oído. Las primeras grabaciones estéreo de la música popular por lo general se mezclaron con los sonidos de la extrema izquierda, centro o derecha solamente. Esto fue debido a las limitaciones técnicas del sistema de Grabación multipista de cuatro pistas, que eran el estándar alrededor de 1967. 'Deramic Sound System' tenía la intención de crear grabaciones que tenían una extensión estéreo más natural. La diferencia básica es que, en lugar de overdubbing y mezclar cuatro pistas (en mono) los ingenieros de grabación de Decca utilizaron un par de máquinas adicionales de cuatro pistas a la capa múltiple de grabaciones de dos canales (estéreo), permitiendo agregar instrumentos adicionales en varias pistas permitiendo una escucha más cercana a los cánones naturales que el oído humano maneja.
Para lanzar este concepto Deram emitió una serie de seis discos de pop orquestal en octubre de 1967. Los álbumes todos incluyen la palabra Night en el título, es decir, Strings in the Night, Brass in the Night, etc. El sello prontamente fue etiquetado como de música alternativa o rock progresivo. Entre las primeras grabaciones de esta serie incluye el álbum Days of Future Passed de The Moody Blues.
Las máquinas de grabación de 8 pistas comenzaron a aparecer en muchos estudios británicos a partir de 1968 en Advision Studios y Trident Studios. Estas máquinas eran mucho más flexibles que la configuración de la grabadora de 4 pistas dual. Desde entonces el concepto original del 'Deramic Sound System' se convirtió en obsoleto y fue abandonado.

### 1969-1979
El sello posteriormente incorporó artistas de jazz británico y folk. Algunos de las grabaciones de los músicos de jazz más progresistas de la década de 1960 salieron bajo el sello Deram incluyendo a Mike Gibbs, John Surman y Mike Westbrook. Los álbumes tenían un prefijo LMD para los discos mono y un prefijo SML para las versiones estéreo. Al igual que con otras etiquetas de la filial británica de Decca, en Estados Unidos las grabaciones de Deram son distribuidas bajo el sello London Records. Decca se posicionó contra Island Records, Harvest Records (lanzado por EMI) y Vertigo Records (lanzado por Philips), pero no pudo competir a largo plazo contra sus rivales. Una serie progresiva 'extra' con prefijos SDL no mejoró la situación.
Desde los inicios del sello, Decca coloca discos de música pop junto a artistas progresistas sobre Deram. Cat Stevens grabó sus primeros álbumes antes de trasladarse a Island Records y el primer álbum de David Bowie apareció bajo este sello. Los primeros singles de Procol Harum "A Whiter Shade of Pale" y The Move "Night of Fear" y "I Can Hear the Grass Grow", también aparecieron bajo esta etiqueta aunque realmente no eran de artistas que hacían parte de Deram, sino que era parte de un acuerdo firmado entre Decca y Straight Ahead Productions, que posteriormente traslado sus artistas a EMI bajo el sello Regal Zonophone.
En 1969, Decca lanzó una etiqueta progresiva propia llamada Nova, que duró menos de un año. Esto causó más confusión ya que hubo lanzamientos simultáneos bajo los sellos "Deram Nova" y "Decca Nova" respectivamente.
Después de la compra de Decca Records por PolyGram en 1979, Deram fue restablecido brevemente en la década de 1980, incluyendo en su catálogo artistas como Bananarama, The MO-dettes y Splodgenessabounds. Deram también se ha utilizado como un sello para reediciones del catálogo de Decca/London.

## Artistas
- Alvin Lee & Company
- David Bowie (1967)
- Camel
- Caravan
- Justin Hayward
- Keef Hartley Band
- John Mayall
- The Moody Blues
- Procol Harum
- Cat Stevens
- Ten Years After
- The Move
- Bill Fay
- Curved Air
- Chicken Shack
- Pete Brown